# Chemin du Prat-Long
Le chemin du Prat-Long est une voie de Toulouse, chef-lieu de la région Occitanie, dans le Midi de la France.

## Situation et accès

### Description
Le chemin du Prat-Long est une voie publique. Il traverse le quartier des Minimes. Il correspond à une partie de l'ancien chemin vicinal no 39 (actuels rue de Chaussas et chemin de Prat-Long).
La chaussée compte, entre le boulevard Silvio-Trentin et la rue Bernard-Délicieux, une voie de circulation automobile dans chaque sens, puis, au-delà, une seule voie de circulation à double-sens. Elle appartient à une zone 30 et la vitesse y est limitée à 30 km/h. Il n'existe pas d'aménagement cyclable.

### Voies rencontrées
Le chemin du Prat-Long rencontre les voies suivantes, dans l'ordre des numéros croissants (« g » indique que la rue se situe à gauche, « d » à droite) :
1. Boulevard de Suisse (g)
2. Boulevard Silvio-Trentin (d)
3. Rue Adrien-Legendre (d)
4. Rue James-Pradier (d)
5. Impasse Suzanne-Lenglen (g)
6. Rue Claude-Monet (d)
7. Rue Bernard-Délicieux (d)
8. Rue de Fenouillet - accès piéton (g)
9. Rue Jules-Verne - accès piéton (d)

## Odonymie
Le chemin du Prat-Long est, au XVIe siècle, une partie du chemin de Chaussas – c'est d'ailleurs encore le nom de la rue qui le prolonge au sud jusqu'au canal du Midi, la rue de Chaussas. Ce nom leur vient d'une métairie qui se trouvait au nord de la ville, sur un des chemins qui allaient à Fenouillet (ancien no 13 chemin de Chantelle). 
En 1934, la municipalité lui donna son nom actuel. Il lui vient d'un terrain agricole communal qu'il desservait, le prat long (« long pré » en occitan).

## Patrimoine et lieux d'intérêt

### Maisons
- no  3 bis : maison toulousaine (premier quart du XXe siècle)[4].

### Zone d'activités de Fondeyre Suisse
La zone d'activités de Fondeyre Suisse est un parc d'activités à vocation mixte, industrielle et tertiaire. Il s'étend sur une superficie de 191 hectares, limitée à l'ouest par le canal latéral à la Garonne.